# Mary Berenson
Pour les articles homonymes, voir Berenson.
Mary Berenson, née Mary Whitall Smith à Philadelphie en 1864 et morte le 23 mars 1945, qui a aussi signé avec le nom de Mary Logan, est une historienne de l'art américaine. Son nom et celui de Bernard Berenson sont attachés à la villa I Tatti, à Florence, siège du Harvard Center for Italian Renaissance Studies.

## Biographie
Mary Whitall Smith naît à Germantown, un quartier de Philadelphie, dans une ancienne famille de quakers. Son père, Robert Pearsall Smith, est un descendant de James Logan, secrétaire de William Penn qu'il accompagne aux États-Unis en 1699, et gouverneur de la Pennsylvanie en 1736. Sa mère Hannah Whitall Smith, héritière de la manufacture Whitall Tatum Company (en), écrivaine et militante sociale engagée, exerce une grande influence sur elle. Ses parents sont tous deux des personnalités du mouvement revivaliste.
Elle fait ses études secondaires à la Howland School et East Germantown Girls School, puis elle étudie la psychologie et la philosophie à Smith College durant deux années universitaires (1881-1883). Elle s'inscrit ensuite pour l'année universitaire 1884-1885, à l'« Annexe de Harvard », université pour femmes connue ensuite comme le Radcliffe College. À Harvard, elle fait la connaissance de l'avocat catholique irlandais Benjamin Francis Conn Costelloe, venu pour un colloque de l'Association américaine pour l'avancement des sciences. Elle suit des cours d'histoire et de philosophie à l'annexe, et participe à des conférences avec son frère qui l'a rejointe à Cambridge. C'est durant cette période qu'elle entend pour la première fois parler de l'art européen et de Botticelli. Elle entretient une correspondance avec Costelloe, qu'elle épouse en 1885, et avec lequel elle s'installe en Angleterre en 1888. Elle est la sœur de Logan Pearsall Smith, essayiste et critique littéraire, et d'Alys Pearsall Smith, première épouse de Bertrand Russell, qui s'installent également en Angleterre. Elle a deux filles avec Costelloe : l'écrivaine et personnalité politique Ray Strachey et la psychanalyste Karin Stephen, connues par leur appartenance au Bloomsbury Group. Elle se sépare de Costelloe, après quelques années de vie commune. Celui-ci, très catholique, refuse de divorcer, et elle s'installe en Italie avec l'historien d'art Bernard Berenson, qu'elle n'épouse qu'en 1900 après la mort de son premier mari en 1899. C'est à cette époque qu'elle signe ses écrits du pseudonyme Mary Logan.
Mary Berenson est une historienne de l'art et les tournées de conférences qu'elle faites aux États-Unis, ont contribué à développer un intérêt pour l'art de la Renaissance italienne chez de riches collectionneurs américains, au cours de la première décennie du XXe siècle.
Sa correspondance indique qu'elle participe activement aux travaux de recherche et d'édition de Bernard Berenson, en collaborant au manuscrit du premier livre que celui-ci publie, Les peintres italiens de la Renaissance, puis à un certain nombre de ses travaux ultérieurs.
Bernard Berenson et elle font de la Villa I Tatti un centre de rayonnement culturel et créent des liens avec l'université Harvard.

## Publications
- A Modern Pilgrimage, New York, 1933.